# Selhnúkur (bergstopp i Island)
Selhnúkur är en bergstopp i republiken Island. Den ligger i regionen Suðurland, 80 km öster om huvudstaden Reykjavík. Toppen på Selhnúkur är 442 meter över havet.
Trakten runt Selhnúkur är nära nog obefolkad, med mindre än två invånare per kvadratkilometer. Närmaste större samhälle är Reykholt, omkring 18 kilometer söder om Selhnúkur. Trakten runt Selhnúkur består i huvudsak av gräsmarker.